# Medicinali a RNA
I medicinali a RNA sono farmaci a base di acido ribonucleico (RNA). I tipi principali sono quelli basati su RNA messaggero (mRNA), RNA antisenso (asRNA), RNA interference (RNAi) e aptameri dell'RNA. 
La terapia basata sull'mRNA è l'unico tipo che si basa sull'attivazione della sintesi proteica all'interno delle cellule; nel 2020 sono stati sviluppati vaccini a mRNA per combattere la pandemia da SARS-CoV-2. Nella denominazione comune internazionale i farmaci a mRNA assumono la desinenza -meran.
L'RNA antisenso è complementare all'mRNA e viene utilizzato per inattivare un mRNA, impedendo che l'mRNA venga utilizzato per la traduzione delle proteine.
I sistemi basati su RNAi utilizzano un meccanismo simile, e implicano l'uso di short interfering RNA (siRNA) e microRNA (miRNA) per prevenire la traduzione.
Gli aptameri di RNA sono molecole di RNA corte, a filamento singolo, prodotte tramite evoluzione diretta per legarsi a una varietà di bersagli biomolecolari con elevata affinità, influenzando così la loro normale attività in vivo.